# Операция „Зоненблуме“
Операция „Зоненблуме“ (на немски: Unternehmen Sonnenblume, в превод: Операция Слънчоглед) е дебаркирането и разгръщането на германските войски в Либия през февруари 1941 г., в хода на Втората световна война. Непосредствената цел на Вермахта е да подкрепи италианската армия, застрашена от пълен разгром след операция Компас. Следващите планове включват нападение на Египет и овладяване на стратегически важния Суецки канал. Бойните действия в Северна Африка се проточват до май 1943 г.

## Обстановка, предхождаща операцията
Северна Африка става част от плановете на германското върховно командване през лятото на 1940 г. Те разглеждат пренасяне на бойните действия по периферията на Британската империя. Като основни операции са разглеждани превземането на Гибралтар и италианско настъпление към Суецкия канал, като евентуалния им успех би затворил достъпа до Средиземно море. Изработени са и планове за изпращане на германски бронетанкови части, които да подкрепят италианска офанзива към контролирания от британците Египет, в случай че замисленото нашествие в Англия (операция Морски лъв) бъде отложено. Идеята е представена на Хитлер от главнокомандващия на сухопътните войски генерал-фелдмаршал Валтер фон Браухич. 3-та танкова дивизия получава заповед да се подготви за изпращане в Африка, а генерал Вилхелм фон Тома е изпратен да оцени ситуацията на място.
В средата на септември италианската 10-а армия, командвана от генерал Родолфо Грациани навлиза в Египет. На 4 октомври 1940 г., по време на срещата между Хитлер и Мусолини в прохода Бренер, италианският лидер се изказва негативно за евентуална германска интервенция в Африка.
През октомври Тома изпраща доклад, в който констатира, че е най-добре походът в Египет да се провежда само от германски войски и че за успеха са необходими четири танкови дивизии. Плановете за предстоящите бойни действия в Европа и прехвърлянето на толкова голяма бойна част през контролираното от британците Средиземно море прави подобна операция невъзможна. На 28 октомври 1940 г. Мусолини напада изненадващо Гърция. Това отлага всякакви планове за германски операции в Северна Африка, а 3-та танкова дивизия е отклонена към друг проект – Операция Феликс, план за атака на английската крепост Гибралтар.
На 9 декември 1940 г. идва британският отговор на италианската офанзива. Генерал Ричард О'Конър пристъпва към добре планираната и отлично изпълнена операция Компас. За два месеца британците овладяват Киренайка, превземат градовете Бардия, Тобрук и Бенгази. Италианците губят около 130 000 войници.
На 10 декември германското командване започва да прехвърля 10-и военновъздушен корпус (Fliegerkorps X) под командването на Ханс-Фердинанд Гайслер от Норвегия в Сицилия (операция „Мителмер“, на немски: Mittelmeer, в превод: Средиземно море). Месец по-късно бомбардировачите от корпуса започват ефективни нападения срещу британския флот и бази в Средиземноморието.

## Развръщане и бойни действия
На 9 януари 1941 г. Адолф Хитлер обявява намерението си да подкрепи италианските войски в Северна Африка, като първите части е предвидено да заминат на 22 февруари. Два дни по-късно подписва Директива №22 до генералния щаб за изпращане на специална блокираща част (Sperrverband) в Триполи.
На 31 януари са назначени първите членове на щаба, командващ новата част. Те са изпратени в Неапол в очакване на заповедта за заминаване. През това време ситуацията в Северна Африка се влошава бързо. Италианските войски губят контрола над Киренайка по-рано от предвижданията. На 3 февруари, на среща с представители на Вермахта и Луфтвафе, Хитлер заявява, че загубата на Либия е неприемлива и е възможно да доведе от оттегляне на Италия от войната.
На 6 февруари Хитлер лично избира и назначава генерал-лейтенант Ервин Ромел за командващ на блокиращата част. Ромел се доказва като умел танков командир по време на кампаниите в Полша и Франция.
На 10 февруари 1941 г. върховното командване на Вермахта дава начало на операция „Зоненблуме“. Два дни по-късно Ромел и членове на неговия щаб достигат Триполи, Либия, където установяват главната си квартира. На 14 февруари в града пристигат първите части от 5-а лека дивизия (преобразувана по-късно като 21-ва танкова дивизия), 3-ти разузнавателен батальон и 39-и противотанков батальон. При пристигането си в Северна Африка 5-и танков полк (танковата част на 5-а лека дивизия) наброява 165 танка – 25 Панцер I модел В, 45 Панцер II, 75 Панцер III и 20 Панцер IV. На 19 февруари формацията, включваща 5-а лека, 15-а танкова дивизия и поддържащи части, получава официалното си наименование „Немски африкански корпус“ (на немски: Deutsches Afrikakorps, DAKчуй). Прехвърлянето на всички части през Средиземно море отнема няколко месеца.
Германските войски са добре моторизирани и с качествени бронетанкови части. Поради ситуацията в Либия те са изпратени незабавно към фронтовата линия и започват изграждане на противотанкови съоръжения. На 24 февруари германски разузнавателни части, подразделения от 3-ти разузнавателен батальон, осъществяват контакт с противника. Без загуби са пленени или унищожени няколко машини. В този момент британските части са отслабени от кампанията срещу италианците. В допълнение Арчибалд Уейвъл, главнокомандващ на британските войски в Близкия изток, е принуден да задели част от бронетанковите си части, 6-а австралийската и 2-ра новозеландската дивизия в полза на кампанията в Гърция, а 4-та индийска дивизия е изпратена в Етиопия. В Киренайка остават следните съюзнически формации: британската 2-ра бронетанкова дивизия (две бригади с непълен състав) в района на Мерса Брега, австралийската 9-а дивизия (една бригада с пълен и две бригади с непълен състав) разположена между Бенгази и Дерна и 3-та индийска моторизирана бригада в района на Ел Адем.

## Последствия
На 1 март Ромел решава, че най-добрия начин да защитава Триполитания е посредством офанзива от Сирте, чиято цел е овладяване на блатист, лесно защитим район намиращ се на 32 км западно от Ел Агейла. На 13 март 5-а лека дивизия достига целта без да срещне съпротива.
На 23 март германското разузнаване съобщава, че град Ел Агейла е слабо защитен. Въпреки заповедта да не предприема големи операции Ромел не губи време и заповядва на 5-а лека дивизия да го превземе на следващия ден. Превземането на града е последвано от атака срещу Мерса Брега на 31 март. На 2 април е овладян Агебадия и за подкрепление са привлечени италианските дивизии „Ариете“ и „Бреша“. След това Ромел разделя 5-а лека дивизия на две и изпраща една част към Бенгази, който пада на 4 април. Другата част се насочва към Ел Мечили, който е превзет на 7 април. На 6 април една от разузнавателните групи на Ромел пленява генерал-лейтенант Ричард О'Конър и генерал Филип Ним. Голяма част от 2-ра бронетанкова дивизия е пленена по време на отстъплението към Тобрук.
До 11 април британските и австралийските части са изтласкани от Киренайка, с изключение на тези намиращи се в обсадения Тобрук. Проведените на 14 и 30 април, според други източници между 10 април и 2 май, атаки на 5-а лека дивизия са отблъснати. Обсадата на града продължава 240 дни и е ключов момент в кампанията в Северна Африка. На 25 април германците атакуват прохода Халфая, изтласкват британските части и започват да укрепват завоюваните позиции като изграждат защитни съоръжения и поставят минни полета.
През април 15-а танкова дивизия отпътува към Северна Африка. Първите три конвоя пристигат на 24 април, 2 и 6 май. На 26 април челните ѝ части достигат Бенгази. Развръщането на 15-а танкова дивизия продължава до юни 1941 г.